# سایز فوق‌العاده من
سایز فوق‌العاده من (انگلیسی: Super Size Me) یک فیلم در ژانر مستند به کارگردانی مورگان اسپرلاک است که در سال ۲۰۰۴ منتشر شد. از بازیگران آن می‌توان به مورگان اسپرلاک اشاره کرد.